# Etowah (Tennessee)
Pour les articles homonymes, voir Etowah.
Etowah est une municipalité américaine située dans le comté de McMinn au Tennessee.

## Géographie
Etowah se trouve dans le sud-est du Tennessee.
La municipalité s'étend sur 2,92 milles carrés (7,56 km2).

## Histoire
La ville est fondée à partir de 1905 par le Louisville and Nashville Railroad, lors de la construction d'une nouvelle voie ferrée entre Atlanta et Cincinnati. Les premiers trains atteignent la ville en novembre 1906. Son nom — etowah — est un mot d'origine amérindienne.
Centre administratif de la division d'Atlanta, Etowah devient alors une importante ville de la région. Elle compte ainsi 3 000 habitants dès 1907. Elle devient une municipalité en 1909 et atteint 4 000 habitants en 1920. Dans les années qui suivent, elle perd son statut de centre administratif du chemin de fer au profit de Knoxville ; elle commence à perdre des habitants. De nombreuses maisons du centre historique d'Etowah sont alors abandonnées puis détruites.
Le quartier historique d'Etowah, qui comprend de nombreuses maisons de style néocolonial ou bungalow, est inscrit au Registre national des lieux historiques. Figurent également sur le registre la gare d'Etowah, fermée en 1974, et la bibliothèque Carnegie, construite en 1916 dans un style néo-colonial.

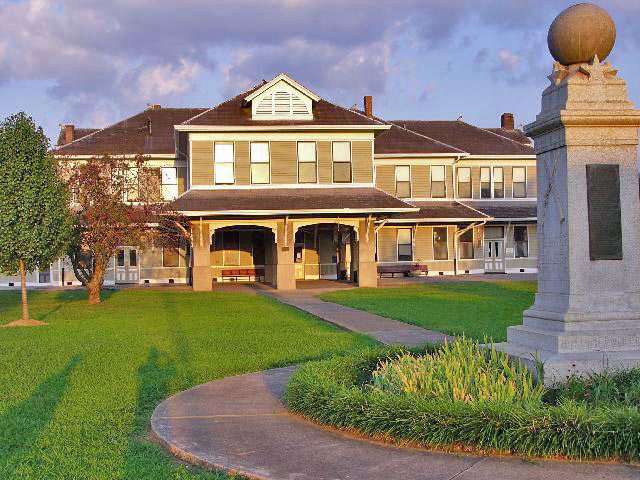
La gare d'Etowah
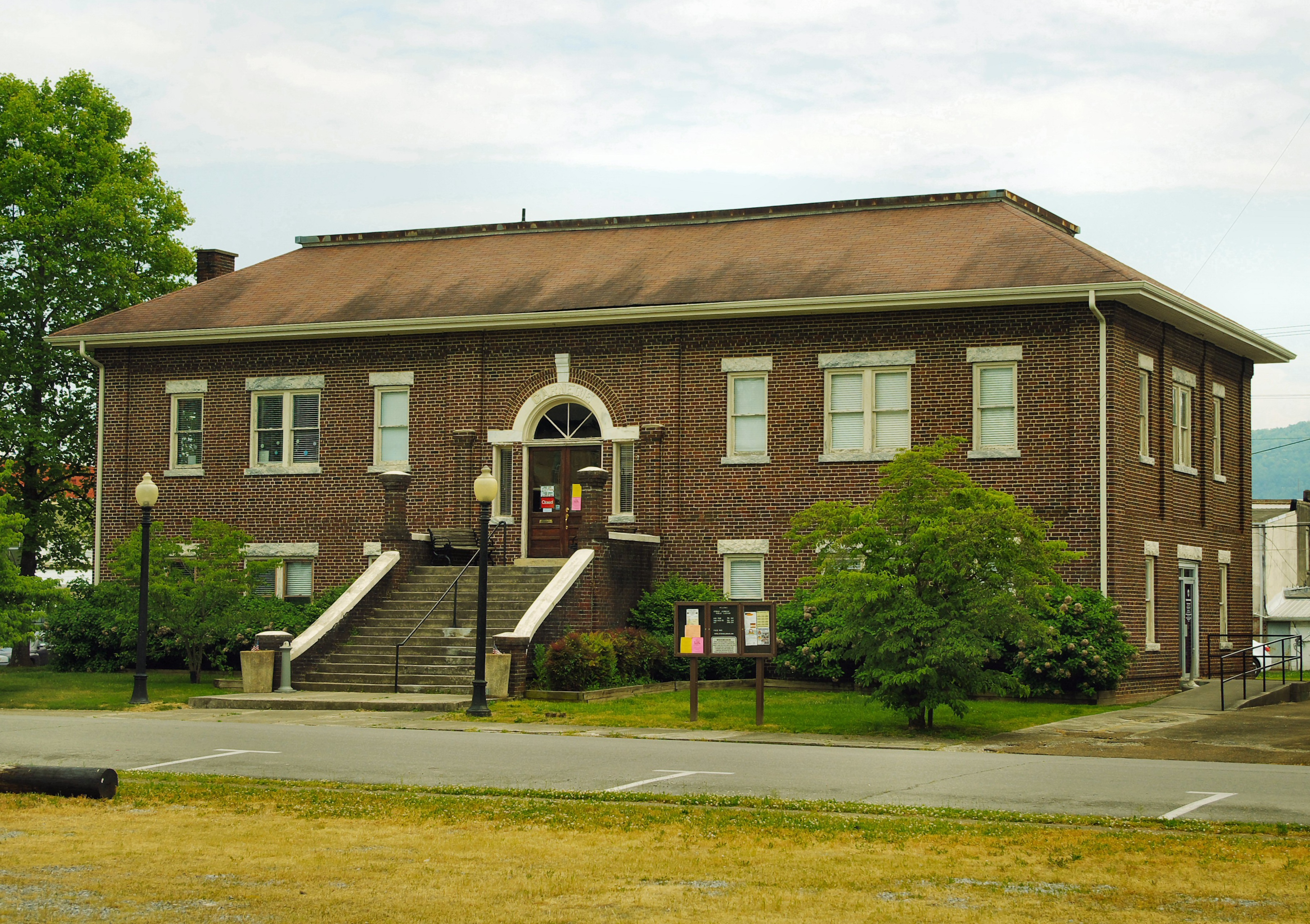
La bibliothèque Carnegie

## Démographie
Selon le recensement de 2010, Etowah compte 3 490 habitants. 
Selon l'American Community Survey, sa population est plus âgée que la moyenne nationale, avec un âge moyen supérieur de près de 8 ans (45,6 ans contre 37,9 ans). Les blancs représentent plus de 97 % de la population. Si 94 % des habitants d'Etowah parlent l'anglais à la maison et 6 % y pratiquent l'espagnol.